# Martin Olson
Martin Olson est un scénariste, producteur et acteur de télévision américain principalement connu pour son travail sur les séries Rocko's Modern Life, Camp Lazlo et Phinéas et Ferb.

## Filmographie

### Scénariste
- 1987 : Les Aventures de Beans Baxter (2 épisodes)
- 1989 : Monsters (1 épisode)
- 1991 : Little Dracula
- 1993 : SimCity 2000
- 1993-1996 : Rocko's Modern Life (39 épisodes)
- 1996 : 2e cérémonie des Screen Actors Guild Awards
- 1997 : Extrême Ghostbusters
- 1997 : 3e cérémonie des Screen Actors Guild Awards
- 1998 : 4e cérémonie des Screen Actors Guild Awards
- 1998 : Mad Jack the Pirate (2 épisodes)
- 2005 : Camp Lazlo (12 épisodes)
- 2007 : Elf Bowling the Movie: The Great North Pole Elf Strike
- 2007-2012 : Phinéas et Ferb (57 épisodes)
- 2009 : The Twisted Whiskers Show
- 2011 : A Comic Trap
- 2011 : Johnny Test (1 épisode)
- 2011 : Phinéas et Ferb, le film
- 2012 : Wild Grinders (1 épisode)

### Producteur
- 2005 : Blue Sombrero
- 2011 : A Comic Trap

### Acteur
- 2002 : Bob l'éponge : Le Chef (1 épisode)
- 2010-2012 : Adventure Time : Hunson Abadeer (3 épisodes)
- 2012 : You're Thinking of Someone Else : Xavier (1 épisode)
- 2012 : The Penis Files : Responsable du département des transplantations à l'Université Johns Hopkins